# Équipe de Bosnie-Herzégovine masculine de basket-ball
Cet article traite de l'équipe masculine. Pour l'équipe féminine, voir Équipe de Bosnie-Herzégovine féminine de basket-ball.
Maillots
L'équipe de Bosnie-Herzégovine masculine de basket-ball (en bosniaque : Košarkaška reprezentacija Bosne i Hercegovine / Кошаркашка репрезентација Босне и Херцеговине) est l'équipe nationale qui représente la Bosnie-Herzégovine dans les compétitions internationales masculine de basket-ball. Elle est placée sous l'égide de la Fédération de Bosnie-Herzégovine de basket-ball. L'équipe est affiliée à la FIBA depuis 1992. Son surnom est "Zlatni Ljiljani", ce qui signifie « Les Lys d'Or ».
Avant l'éclatement de l'ex-Yougoslavie, les joueurs bosniens portaient les couleurs de la Yougoslavie. La Bosnie-Herzégovine a atteint son premier tournoi international à l'EuroBasket en 1993. L'équipe n'a pas encore été qualifiée au niveau mondial pour participer à la Coupe du monde.

## Résultats

### Palmarès
| Compétitions mondiales                             | Compétitions continentales |
| -------------------------------------------------- | -------------------------- |
| - Jeux olympiques - Néant - Coupe du monde - Néant | - EuroBasket - Néant       |

### Parcours aux Jeux olympiques
- 1992 : Non qualifiée
- 1996 : Non qualifiée
- 2000 : Non qualifiée
- 2004 : Non qualifiée
- 2008 : Non qualifiée
- 2012 : Non qualifiée
- 2016 : Non qualifiée
- 2020 : Non qualifiée

### Parcours aux Championnats du Monde
- 1994 : Non qualifiée
- 1998 : Non qualifiée
- 2002 : Non qualifiée
- 2006 : Non qualifiée
- 2010 : Non qualifiée
- 2014 : Non qualifiée
- 2019 : Non qualifiée

### Parcours aux Championnats d'Europe
- 1993 : 8e
- 1995 : Non qualifiée
- 1997 : 15e
- 1999 : 15e
- 2001 : 15e
- 2003 : 15e
- 2005 : 15e
- 2007 : Non qualifiée
- 2009 : Non qualifiée
- 2011 : 17e
- 2013 : 13e
- 2015 : 21e
- 2017 : Non qualifiée
- 2022 : 18e

## Effectif
Effectif lors du championnat d'Europe 2022.

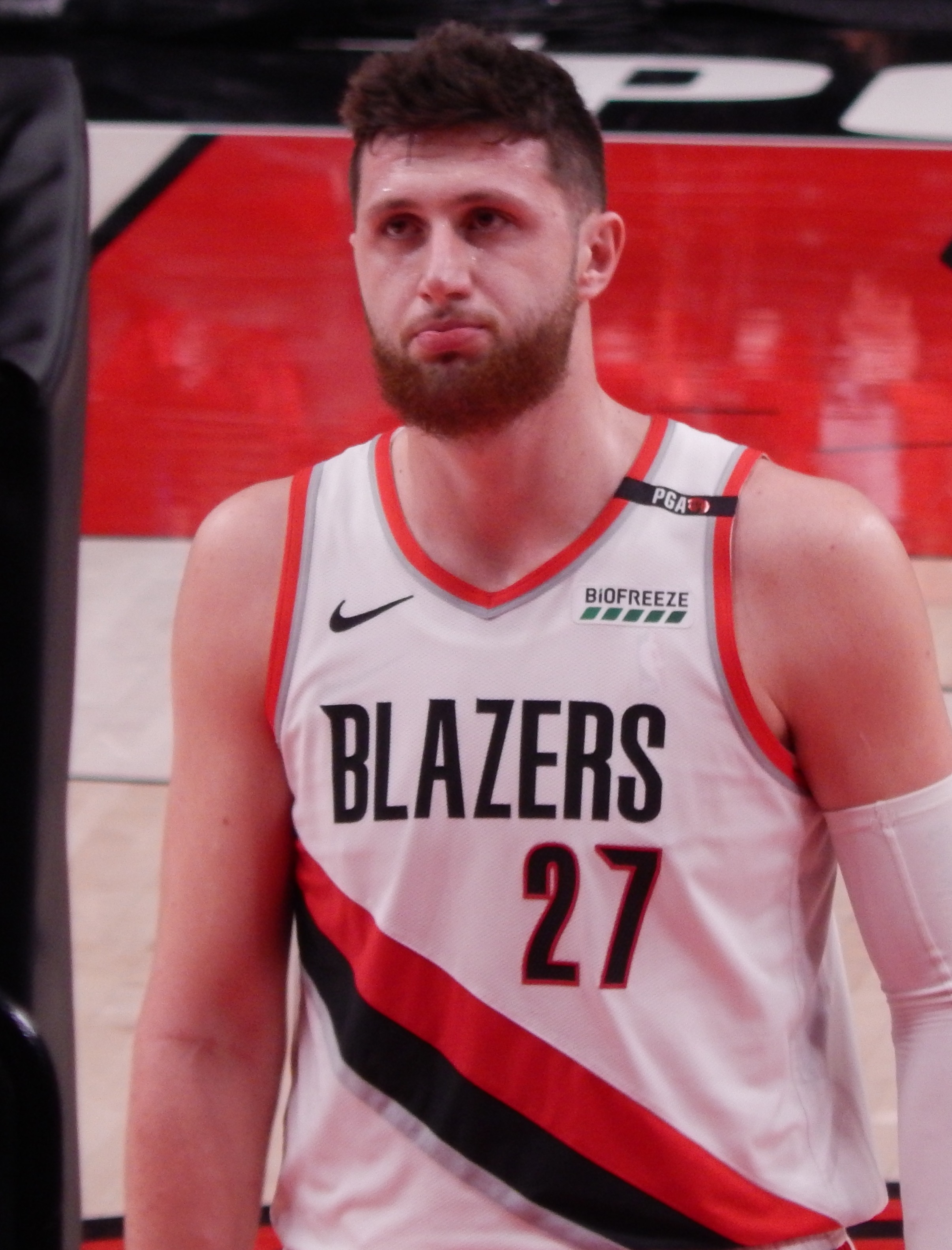
Jusuf Nurkić

| Numéro | Joueur            | Poste | Naissance       | Taille | Club 2021-2022            |
| ------ | ----------------- | ----- | --------------- | ------ | ------------------------- |
| 0      | Jusuf Nurkić      | C     | 23 août 1994    | 2,13 m | Trail Blazers de Portland |
| 2      | John Roberson     | PG    | 28 octobre 1988 | 1,88 m | SIG Strasbourg            |
| 5      | Edin Atić         | SG/SF | 19 janvier 1997 | 2,01 m | Budućnost Podgorica       |
| 7      | Miralem Halilović | PF/C  | 22 juillet 1991 | 2,05 m | Metropolitans 92          |
| 9      | Amar Gegić        | PG/SG | 14 février 1998 | 2,00 m | Cibona Zagreb             |
| 11     | Kenan Kamenjaš    | C     | 17 janvier 2000 | 2,07 m | SC Derby                  |
| 12     | Sani Čampara      | PG    | 3 mars 1999     | 1,90 m | KK Split                  |
| 13     | Džanan Musa       | SF    | 8 mai 1999      | 2,02 m | CB Breogán                |
| 15     | Ajdin Penava      | PF    | 11 mars 1997    | 2,06 m | Belfius Mons-Hainaut      |
| 17     | Aleksandar Lazić  | SF    | 10 juin 1996    | 2,01 m | Mornar Bar                |
| 22     | Emir Sulejmanović | PF    | 13 juillet 1995 | 2,04 m | Club Baloncesto Canarias  |
| 27     | Adin Vrabac       | PF    | 27 janvier 1994 | 2,05 m | BC Vienne                 |

Sélectionneur :  Adis Bećiragić

## Joueurs célèbres
- Henry Domercant
- Damir Mršić
- Aleksandar Radojević
- Kenan Bajramović
- Nenad Marković
- Edin Bavčić
- Sabahudin Bilalović
- Jusuf Nurkić